# Cardiosyne
Cardiosyne là một chi bọ cánh cứng trong họ 
Elateridae.
Chi này được miêu tả khoa học năm 2006 bởi Martins Neto & Gallego in Martins-Neto, Gallego & Mancuso.

## Các loài
Các loài trong chi này gồm:
- Cardiosyne elegans Martins Neto & Gallego in Martins-Neto, Gallego & Mancuso, 2006
- Cardiosyne obesa Martins Neto & Gallego in Martins-Neto, Gallego & Mancuso, 2006